# Mehmet Polat
Mehmet Polat (* 8. Juni 1978 in Gaziantep) ist ein ehemaliger türkischer Fußballspieler und heutiger -trainer.

## Spielerkarriere

### Verein
Mehmet Polat begann seine Karriere in seiner Heimat bei Gaskispor. Dort war er zwei Jahre unter Vertrag und wurde während dieser Zeit für eine Saison an Gaziantep BB verliehen. Vor Beginn der Saison 1998/99 wurde er vom Erstligisten Gaziantepspor verpflichtet und bereits nach kurzer Zeit an Kardemir Karabükspor verliehen. Nach seiner Rückkehr gehörte Polat zu den Stammspielern in der Abwehr. In der Saison 2002/03 wurde er vom amtierenden Meister Galatasaray Istanbul ausgeliehen. Er spielte 13 Ligaspiele und erzielte ein Tor. Außerdem absolvierte er in dieser Saison sein erstes und einziges Spiel in der UEFA Champions League. Am 23. Oktober 2002 war Polat gegen den FC Brügge in der Anfangself und wurde zur 2. Halbzeit ausgewechselt.
Galatasaray Istanbul zog nicht die Kaufoption und Mehmet Polat ging zurück zu Gaziantepspor. Für Gaziantepspor spielte er bis zur Rückrunde der Saison 2004/05. Es folgten Engagements bei Çaykur Rizespor, Samsunspor, Gençlerbirliği Ankara, Bucaspor und Mersin İdman Yurdu. Mit Bucaspor und Mersin Idman Yurdu stieg er aus der 2. Liga in die Süper Lig auf.

### Nationalmannschaft
Mehmet Polat gab sein Debüt für die Türkei am 15. November 2000 im Freundschaftsspiel gegen Frankreich. Insgesamt kam er zu vier Länderspielen. Für den Kader zur Fußball-Weltmeisterschaft 2002 wurde er nicht nominiert.

## Trainerkarriere
Im November 2013 wurde er bei Gaziantep Büyükşehir Belediyespor zum Co-Trainer ernannt und assistierte seinem ehemaligen Mitspieler Hasan Özer. Nachdem bei diesem Verein Ende Februar 2014 der Cheftrainerposten frei wurde, übernahm er zusammen mit seinem ehemaligen Teamkollegen Bülent Bölükbaşı diesen Posten. Zum Saisonende übergab er sein Amt an Nurullah Sağlam. 
Im Februar 2016 unterschrieb Polat bei Boluspor und assistierte dort an der Seite von Fatih Tekke als Co-Trainer. Nach drei Monaten verließen beide den Verein und heuerten im Oktober 2017 zusammen bei Manisaspor an. Auch hier wurde der Vertrag in gegenseitigem Einverständnis nach drei Monaten aufgelöst.
Für die Rückrunde der Saison 2017/18 unterschrieben beide Trainer im Februar 2018 einen Vertrag bis zum Saisonende bei Denizlispor.

## Erfolge
- Bucaspor
  - Aufstieg in die Süper Lig (2009/10)

- Mersin Idman Yurdu
  - Meister der 2. Liga und Aufstieg in die Süper Lig (2010/11)